# Macskamező
Nem összetévesztendő a Kolozs megyei Macskakő faluval, amelyet bizonyos térképek „Macskamező” néven tüntetnek föl.
Macskamező (románul Răzoare, korábban Mașca) falu Romániában, Erdélyben, Máramaros megyében, a Lápos-vidéken.

## Fekvése
Magyarlápostól két km-re nyugatra, a Lápos két partján fekszik.

## Története
Első írásos említése 1500-ból származik, Machkamezew néven. A hagyomány szerint a későbbi Vele család elődje alapította, aki egy vadmacskát ejtett el itt. Első említésekor a Bánffy család magyarláposi uradalmához, 1553-ban Csicsó várához tartozott és vajdája Vele György volt. A 17–18. században több helyi család szerzett nemességet, 1843-ban negyven román nemesi lakója volt (a Pap, Cziczok, Mán és Orosz családok tagjai).
Belső-Szolnok vármegyéhez, 1876-tól Szolnok-Doboka vármegyéhez tartozott.

## Népessége
- 1850-ben 574 lakosából 462 volt román, 51 cigány, 41 zsidó és 16 magyar nemzetiségű; 378 ortodox, 135 görögkatolikus, 41 zsidó, 13 római katolikus és 7 református vallású.
- 2002-ben 1292 lakosából 1252 volt román és 34 cigány nemzetiségű; 872 ortodox és 390 pünkösdista vallású.

## Látnivalók
- A Szent arkangyalok ortodox fatemplom 1740-ben épült és 1891-ig Szamossósmezőn állt. Akkor vásárolták meg a macskamezőiek, ideszállították és újraszentelték.
- A Szent Demeter ortodox fatemplom 1875-ben épült.
- Itt kezdődik és Kővárremetéig tart a Lápos folyó áttörése.

## Gazdaság
Határában vas- és mangáncércbánya működik.

## Képek

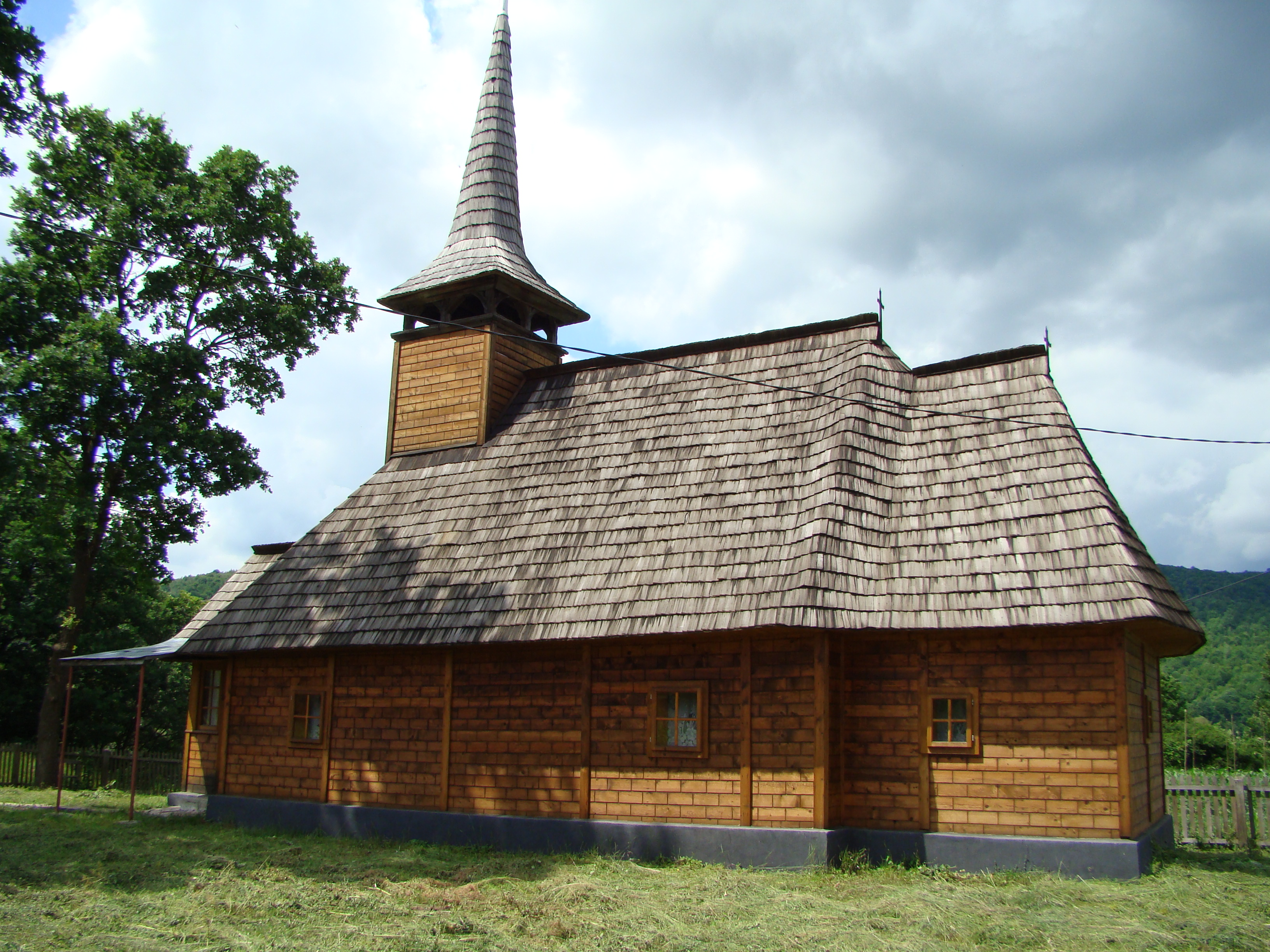
A Szent Demeter fatemplom
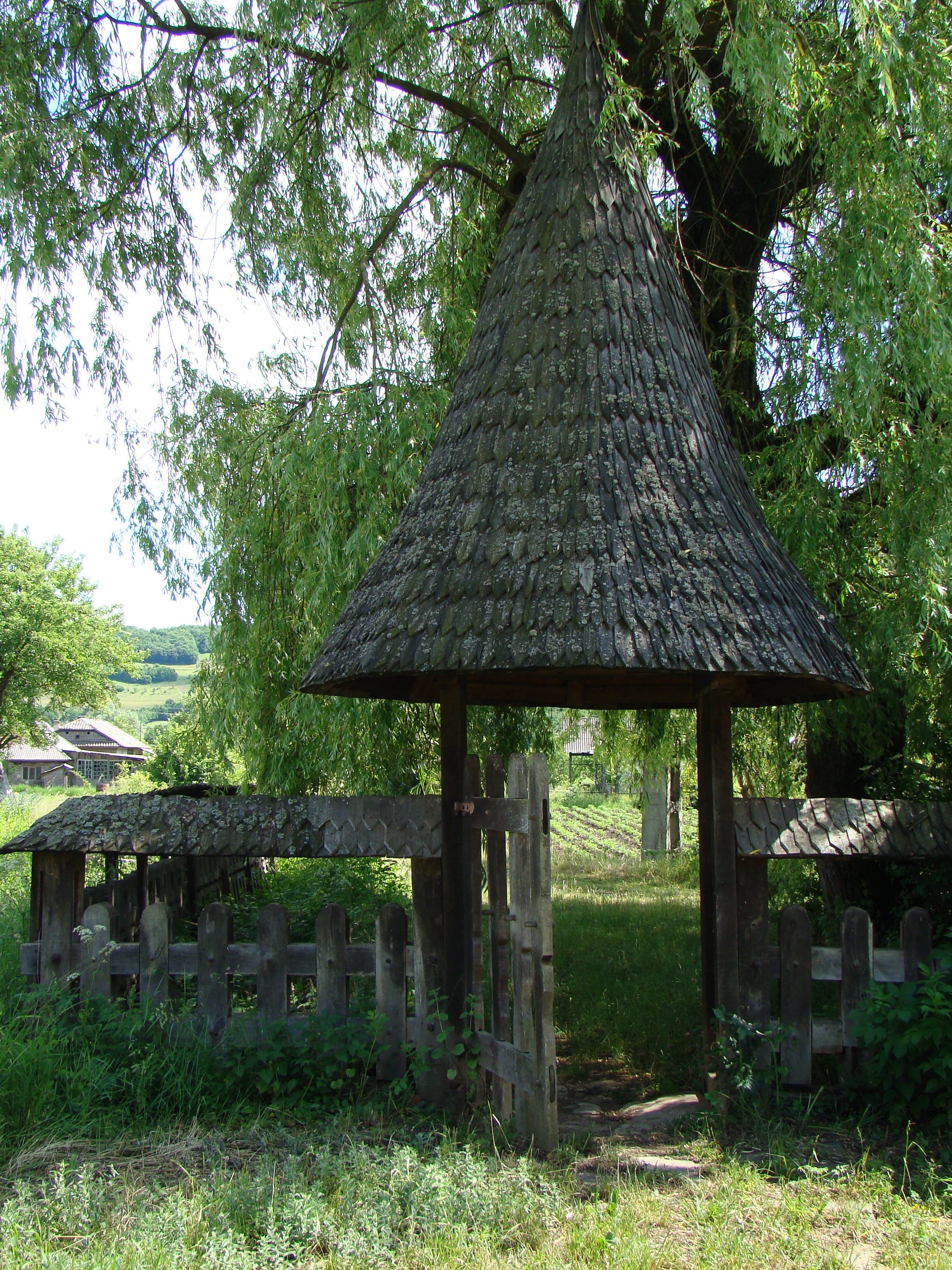
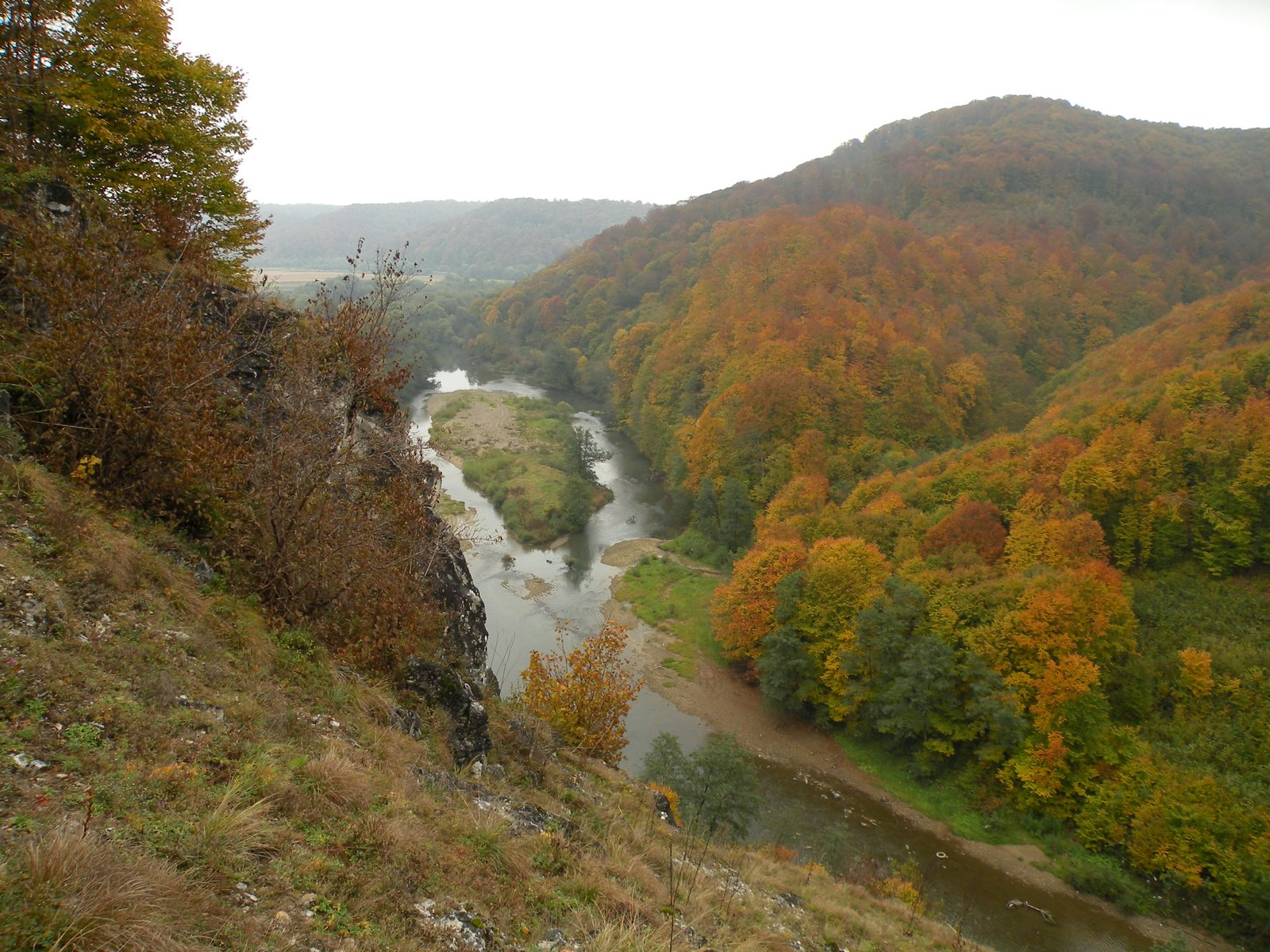
A Lápos folyó áttörése Macskamezőnél
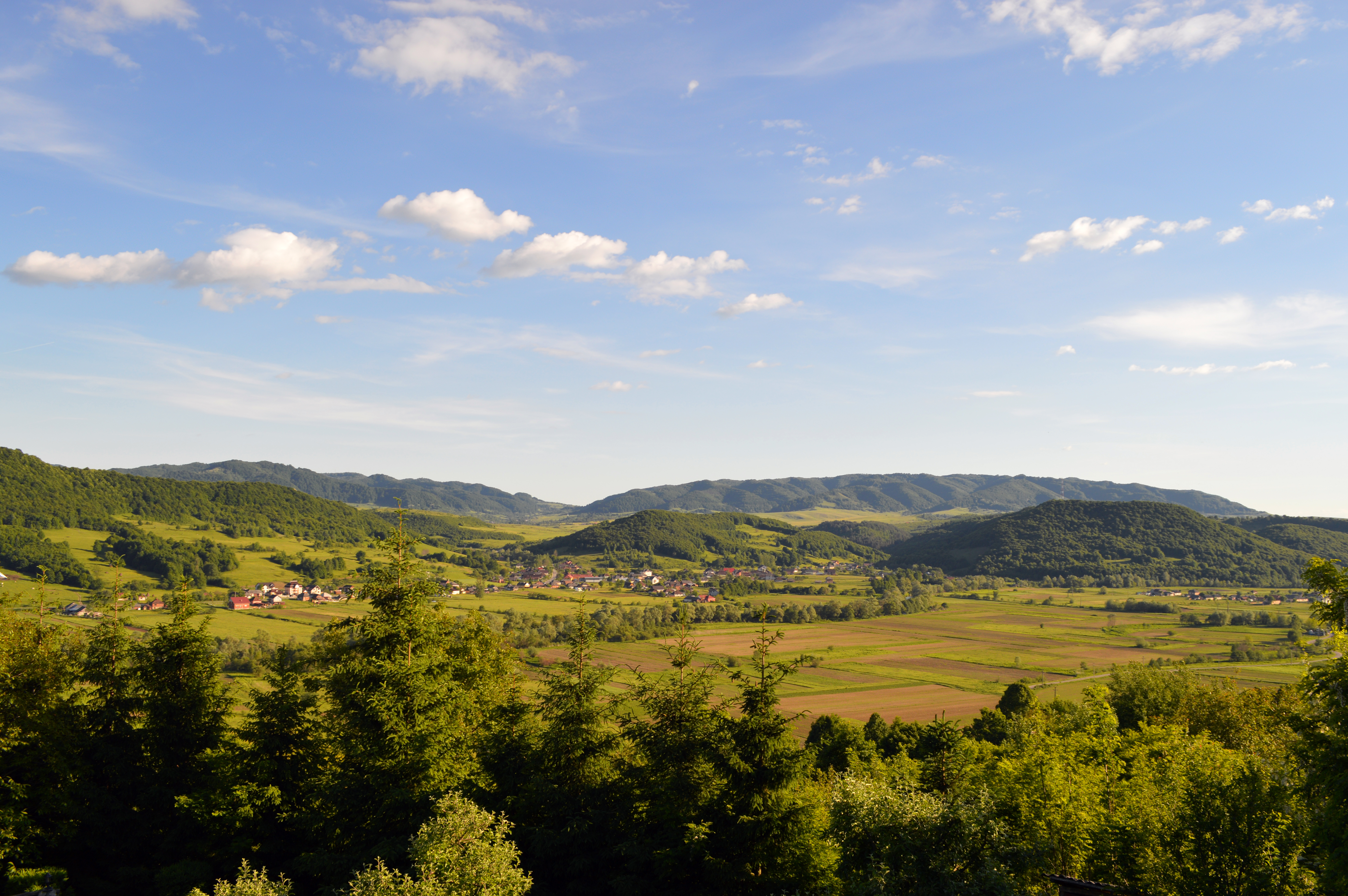